# S-Аденозилгомоцистеин
S-Аденозилгомоцистеин (англ. S-Adenosyl-L-homocysteine (SAH)) — производное аминокислоты, использующееся в метаболических путях большинства организмов. Является промежуточным соединением в синтезе цистеина и аденозина.
S-Аденозилгомоцистеин - продукт деметилирования S-Аденозилметионина - ко-фактора реакций метилирования, катализируемых метилтрансферазами.